# La invisibilidad del traductor
La invisibilidad del traductor: una historia de la traducción es un libro de estudios de traducción de Lawrence Venuti publicado en 1995. En 2008 se publicó una segunda edición sustancialmente revisada.
Este libro representa una de las obras más estudiadas de Venuti en la que el autor intenta rastrear la historia de la traducción a lo largo de los siglos. En él, expone su teoría en la cual las llamadas «prácticas de domesticación» un proceso continuo, han contribuido a la invisibilidad del traductor en las traducciones. Afirma que las restricciones legales y culturales hacen que «{a 'interpretación fiel' se defina en parte por la ilusión de transparencia», de modo que los tipos de traducción extranjerizantes o experimentales «probablemente encuentren oposición de los editores y grandes segmentos de lectores anglófonos que leen para la inteligibilidad inmediata». Esto conduce a un clima en el que la «fluidez» es la cualidad más importante para una traducción y todo rastro de extranjería o alteridad tiende a borrarse a propósito.
Para Venuti, la fluidez en sí misma no debe ser rechazada; él cree que las traducciones deben ser legibles. El problema es más bien que las nociones dominantes de legibilidad en la traducción enfatizan una forma extremadamente limitada del idioma de traducción, generalmente el dialecto estándar actual, independientemente del idioma, registro, estilo o discurso del texto de origen. Cuando la fluidez se logra a través de la forma estándar o más utilizada del idioma de traducción, se produce la ilusión de que la traducción no es una traducción sino el texto fuente, y se oculta la inevitable asimilación de ese texto a los valores de la cultura receptora. Venuti observa dos métodos principales para cuestionar o prevenir estos efectos domesticadores: uno es elegir textos de origen que vayan en contra de los patrones existentes de traducción de idiomas y culturas particulares, desafiando los cánones de la cultura receptora; la otra es variar el dialecto estándar, experimentar con elementos lingüísticos no estandarizados (dialectos regionales y sociales, coloquialismo y argot, obscenidad, arcaísmo, neologismo), aunque no de manera arbitraria, teniendo en cuenta las características del texto fuente. Estos métodos no devuelven el texto fuente sin mediación; extranjerizan y construyen un sentido de lo extranjero que siempre ha sido mediado por los valores culturales receptores.
A pesar de su invisibilidad, el autor afirma el poder histórico de los traductores: sostiene que las traducciones han forzado cambios masivos en el canon literario occidental y han llevado a evoluciones en la literatura y la teoría académica a lo largo del tiempo, además de influir en la visión que las sociedades tienen de culturas extranjeras. Por lo tanto, aboga por un cambio de paradigma en la forma en que los traductores consideran su papel, pidiéndoles que frenen la domesticación tradicional de las traducciones y permitan que las influencias extranjeras se infiltren en los textos traducidos. Esta posición le ha llevado a ser comparado con Antoine Berman.
La invisibilidad del traductor ha sido fuente de mucho debate —e incluso crítica—, entre los expertos en traducción. Sin embargo, ha entrado en gran medida en el canon de los estudios de traducción y, a menudo, es una lectura obligatoria para los estudiantes de traducción.